# Fritz Auer
Fritz Auer (Tubinga, 24 giugno 1933) è un architetto tedesco.

## Biografia
Auer inizia a studiare all'Università di Stoccarda e all'Accademia d'Arte di Cranbrook a Bloomfield Hills (Michigan, Stati Uniti) e si laurea come ingegnere nel 1962 a Stoccarda. Fino al 1965 lavora a Stoccarda con Günter Behnisch e Bruno Lambart e nel 1966 fondano lo studio di architettura Behnisch & Partner. Nel 1980 Auer e Carlo Weber si staccano dalla società e fondano il loro ufficio (oggi: "Auer Weber"). Dal 1985 al 1992 Fritz Auer ha insegnato come professore di costruzione e progettazione di edifici all'Università di Scienze Applicate di Monaco di Baviera, dal 1993 al 2001 come professore di progettazione all'Accademia statale di Belle Arti di Stoccarda. Dal 1993 è membro dell'Accademia delle Arti.
Fritz Auer vive a Stoccarda.

## Opere
Responsabile nelle Auer + Weber / Auer + Weber + Assoziierte
- 1987 ufficio distrettuale di Starnberg
- 1990 Padiglione della Repubblica Federale Tedesca - Esposizione mondiale EXPO '92 Siviglia
- 1992 Centro secondario dell'aeroporto di Monaco 2
- 1998 Zeppelin Carré, Stoccarda
- 2001 Vecchio municipio di Pforzheim
- 2001 Casa PRISMA, Francoforte sul Meno
- 2001 Kronen Carré Stoccarda
- 2002 Istituto Biofisico Max Planck, Francoforte sul Meno
- 2002 Candidatura olimpica di Stoccarda 2012
- 2002 ESO Hotel a Cerro Paranal (Cile)
- 2003 Biblioteca universitaria di Magdeburgo
- 2005 Centro SolarCity, Linz-Pichling (Austria)
- 2006 Alter Hof, Monaco di Baviera
- 2006 Cassa di risparmio del distretto di Tubinga
- 2006 Ufficio distrettuale di Tubinga
- 2009 LUXUN University of Fine Arts e Campus Dalian (Cina)
- 2009 Stazione centrale degli autobus, Monaco
- 2010 Centro Uffici RIVERGATE, Vienna

## Premi e Onorificenze
Come partner nell'ufficio Behnisch & Partner

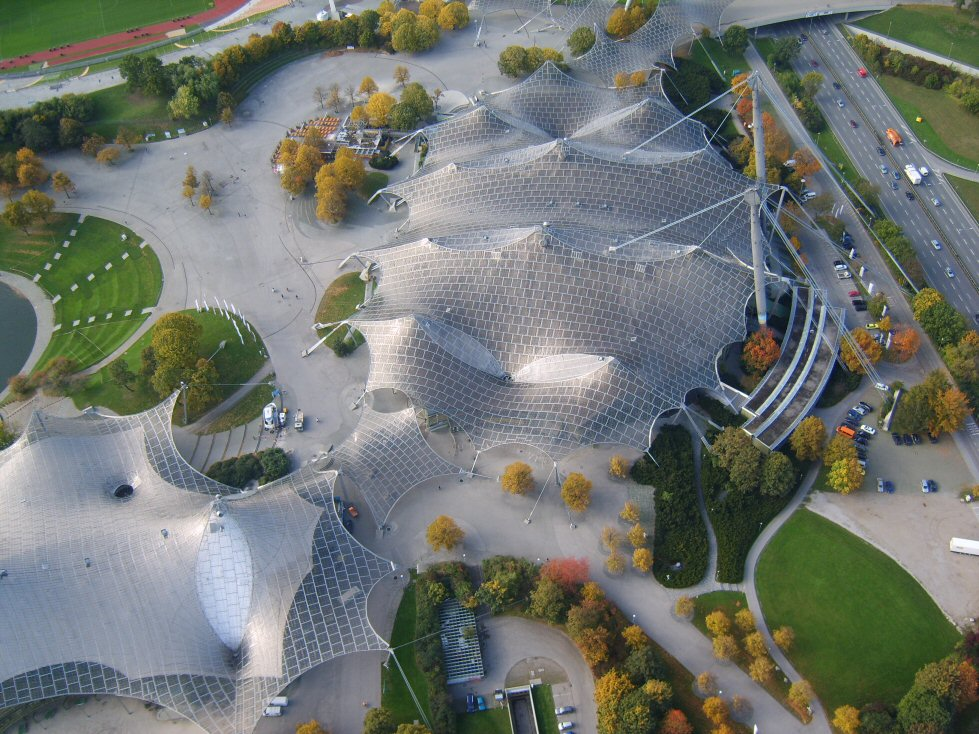
Villaggio Olimpico e piscina

- 1981 Premio di architettura UIA, impianti olimpici Monaco di Baviera 1972
- 1981 Premio Auguste-Perret, impianti olimpici Monaco 1972

in Auer+Weber / Auer+Weber+Assoziierte
- 1989 Premio tedesco per l'architettura - Ufficio distrettuale di Starnberg
- Premio Fritz Schumacher 1991
- 1991 Premio della critica per l'architettura, Padiglione tedesco Expo 92 Siviglia
- 1995 Premio tedesco di architettura, riconoscimento Teatro Hof
- 2001 Premio tedesco per lo sviluppo urbano, riconoscimento speciale Zeppelin Carré - Stoccarda
- 2001 Premio tedesco di architettura, Festival della Ruhr - Teatro Recklinghausen
- 2004 Premio per la revisione dell'architettura del paesaggio urbano
- 2005 Leaf Awards, categoria “Miglior progetto sostenibile per l'ambiente”, centro solarCity Linz-Pichling (Austria)
- 2005 ESO Hotel a Cerro Paranal (Cile)
- 2006 Premio Dedalo Minosse, centro solarCity Linz-Pichling (Austria)
- 2007 Premio tedesco di architettura, edificio espositivo Brühlsche Terrasse, Dresda
- 2010 DIVA Award Centro uffici RIVERGATE; Vienna

| Controllo di autorità | VIAF (EN) 95866154 · ISNI (EN) 0000 0000 7861 5161 · ULAN (EN) 500029900 · GND (DE) 119128810 |